# Michele Corcella
Michele Corcella (* 23. September 1973 in Modugno) ist ein italienischer Jazzmusiker (Gitarre, Komposition).

## Wirken
Corcella erhielt sein erstes und zweites akademisches Diplom in Jazzmusik und Multimedia-Musik am Konservatorium von Bologna. An der Universität Bologna studierte er Musikwissenschaften und verfasste eine Dissertation über die Filmmusiken von Duke Ellington. Gemeinsam mit Glauco Venier legte er seit 2014 bei Artesuono zwei Alben vor. Als Komponist, Arrangeur oder Dirigent arbeitete er zudem mit Musikern wie Kenny Wheeler, John Taylor, David Liebman, Norma Winstone, Anders Jormin, Enrico Pieranunzi, Diana Torto, Daniele Scannapieco, Alfonso Deidda, Rosario Giuliani, Gianluigi Trovesi, Maurizio Giammarco, Maria Pia De Vito, der WDR Big Band Köln und im klassischen Bereich mit Mario Brunello, dem Altenberg Trio, dem Orchestra del Teatro Comunale di Bologna und der Camerata Strumentale Città di Prato zusammen.
Corcella wurde mehrfach bei nationalen und internationalen Kompositions- und Arrangementwettbewerben für Bigbands und Sinfonieorchester ausgezeichnet, zuletzt 2018 beim europäischen Bigband-Komponistenwettbewerb in Kopenhagen. Seit 2016 lehrt er Jazzkomposition am Konservatorium Udine.
Als Experte für die Musik Ellingtons wurde Corcella mehrfach als Vortragender zur International Duke Ellington Conference (2014 in Amsterdam, 2016 in New York, 2018 in Birmingham) und 2017 zum International Jazz Composers Symposium eingeladen.